# Chaufour-Notre-Dame
 Chaufour-Notre-Dame  es una población y comuna francesa, situada en la región de Países del Loira, departamento de Sarthe, en el distrito de Le Mans y cantón de Allonnes (Sarthe).

## Demografía
| 543 | 520 | 541 | 681 | 808 | 810 |
| Para los censos de 1962 a 1999 la población legal corresponde a la población sin duplicidades (Fuente: INSEE [Consultar]) |     |     |     |     |     |